# Hugo Dollheiser
Hugo Dollheiser (* 18. September 1927 in Duisburg; † 7. Oktober 2017 in Mülheim an der Ruhr) war ein deutscher Hockeyspieler, der zweimal an Olympischen Spielen teilnahm und eine Bronzemedaille gewann.
Hugo Dollheiser und sein jüngerer Bruder Hans-Jürgen waren mit dem Club Raffelberg aus Duisburg 1951 und 1953 Deutscher Meister. 1955 wechselten beide zu Preußen Duisburg. Zum Ende seiner Karriere wechselte Hugo Dollheiser zum HTC Uhlenhorst Mülheim, wo er 1958, 1960 und 1964 zum Gewinn der Deutschen Meisterschaft beitrug.
Ein Jahr nach seinem Bruder debütierte Hugo Dollheiser 1952 in der deutschen Hockeynationalmannschaft. Bei den Olympischen Spielen 1952 in Helsinki schied die Mannschaft mit beiden Brüdern im Viertelfinale gegen die späteren Olympiazweiten aus den Niederlanden aus. Vier Jahre später gehörte nur noch Hugo Dollheiser zur deutschen Olympiamannschaft. Gegen Neuseeland erzielte der Rechtsaußen bei den Olympischen Spielen 1956 in Melbourne zwei Tore, darunter das 5:4. Die deutsche Mannschaft erreichte das Halbfinale, dort unterlag das Team der indischen Mannschaft; im Spiel um Bronze gewannen die Deutschen mit 3:1 gegen die Briten. Insgesamt hatte Hugo Dollheiser von 1952 bis 1958 36 Einsätze in Länderspielen.
Für den Gewinn der Bronzemedaille bei den Olympischen Spielen in Melbourne erhielt er am 21. Januar 1957 das Silberne Lorbeerblatt.